# Salts al Campionat del Món de natació de 2015 – 1 metre trampolí femení
La prova de 1 metre trampolí femení es va celebrar entre el 26 i el 28 de juliol de 2015 a Kazan, Rússia.

## Resultats
La preliminar es va celebrar el dia 26 a les 15:00 i la final el dia 28 a les 15:00.

   *   Classificades
| Posició | Saltador           | País            | Preliminar | Preliminar | Final  | Final   |
| Posició | Saltador           | País            | Punts      | Posició    | Punts  | Posició |
| ------- | ------------------ | --------------- | ---------- | ---------- | ------ | ------- |
| 1       | Tania Cagnotto     | Itàlia          | 291.25     | 2          | 310.85 | 1       |
| 2       | Shi Tingmao        | R.P. de la Xina | 307.35     | 1          | 309.20 | 2       |
| 3       | He Zi              | R.P. de la Xina | 285.40     | 3          | 300.30 | 3       |
| 4       | Olena Fedorova     | Ucraïna         | 257.55     | 7          | 286.95 | 4       |
| 5       | Esther Qin         | Austràlia       | 261.60     | 6          | 280.50 | 5       |
| 6       | Nadezhda Bazhina   | Rússia          | 252.05     | 8          | 273.45 | 6       |
| 7       | Nora Subschinski   | Alemanya        | 248.10     | 10         | 265.25 | 7       |
| 8       | Kim Su-ji          | Corea del Sud   | 247.10     | 11         | 258.50 | 8       |
| 9       | Maria Polyakova    | Rússia          | 275.15     | 5          | 255.20 | 9       |
| 10      | Inge Jansen        | Països Baixos   | 248.50     | 9          | 244.10 | 10      |
| 11      | Dolores Hernández  | Mèxic           | 242.75     | 12         | 241.90 | 11      |
| 12      | Maddison Keeney    | Austràlia       | 283.40     | 4          | 226.05 | 12      |
| 13      | Kim Na-mi          | Corea del Sud   | 241.10     | 13         |        |         |
| 14      | Diana Pineda       | Colòmbia        | 241.05     | 14         |        |         |
| 15      | Daniella Nero      | Suècia          | 239.95     | 15         |        |         |
| 16      | Alena Khamulkina   | Belarús         | 237.90     | 16         |        |         |
| 17      | Samantha Pickens   | Estats Units    | 237.90     | 17         |        |         |
| 18      | Hanna Pysmenska    | Ucraïna         | 237.70     | 18         |        |         |
| 19      | Arantxa Chávez     | Mèxic           | 236.95     | 19         |        |         |
| 20      | Iira Laatunen      | Finlàndia       | 229.65     | 20         |        |         |
| 21      | Julia Vincent      | Sud-àfrica      | 229.15     | 21         |        |         |
| 22      | Micaela Bouter     | Sud-àfrica      | 227.50     | 22         |        |         |
| 23      | Taina Karvonen     | Finlàndia       | 227.30     | 23         |        |         |
| 24      | Elizabeth Cui      | Nova Zelanda    | 227.05     | 24         |        |         |
| 25      | Juliana Veloso     | Brasil          | 226.90     | 25         |        |         |
| 26      | Uschi Freitag      | Països Baixos   | 215.75     | 26         |        |         |
| 27      | Jessica Favre      | Suïssa          | 213.65     | 27         |        |         |
| 28      | Louisa Stawczynski | Alemanya        | 212.95     | 28         |        |         |
| 29      | Elena Bertocchi    | Itàlia          | 208.40     | 29         |        |         |
| 30      | Rocío Velázquez    | Espanya         | 204.00     | 30         |        |         |
| 31      | Maha Abdelsalam    | Egipte          | 203.45     | 31         |        |         |
| 32      | Habiba Ashraf      | Egipte          | 201.65     | 32         |        |         |
| 33      | María Betancourt   | Veneçuela       | 201.65     | 33         |        |         |
| 34      | Indrė Girdauskaitė | Lituània        | 197.50     | 34         |        |         |
| 35      | Maja Borić         | Croàcia         | 195.60     | 35         |        |         |
| 36      | Marcela Marić      | Croàcia         | 183.30     | 36         |        |         |
| 37      | Luana Lira         | Brasil          | 180.35     | 37         |        |         |